# 라이브 오늘
《라이브 오늘》은 KBS 대구 1TV에서 매주 평일 오후 5시 30분에 방송 중인 대구 경북 지역 저녁 교양 정보 프로그램이다.

## 방송 시간
| 방송 채널    | 방송 기간              | 방송 시간                                     | 방송 분량 |
| ------------ | ---------------------- | --------------------------------------------- | --------- |
| KBS 대구 1TV | 일자 미상 ~ 일자 미상  | 매주 평일 오후 5시 40분 ~ 오후 6시            | 20분      |
| KBS 대구 1TV | 일자 미상 ~ 일자 미상  | 매주 월요일 ~ 수요일 오후 5시 40분 ~ 오후 6시 | 20분      |
| KBS 대구 1TV | 2017년 1월 16일 ~ 현재 | 매주 평일 오후 5시 30분 ~ 오후 6시            | 30분      |

## MC
| 대수 | 진행자 | 진행자 | 진행 기간                          | 비고                 |
| 대수 | 남성   | 여성   | 진행 기간                          | 비고                 |
| ---- | ------ | ------ | ---------------------------------- | -------------------- |
| 1대  | 김종현 | 손지민 | 2017년 1월 16일 ~ 2018년 2월 27일  |                      |
| 2대  | 진유현 | 박은정 | 2018년 2월 28일 ~ 2018년 6월 8일   |                      |
| 3대  | 진유현 | 박지원 | 2018년 6월 11일 ~ 2019년 6월 28일  |                      |
| 4대  | 진유현 | 이윤정 | 2019년 7월 1일 ~ 2020년 1월 10일   | [ 6 ]                |
| 5대  | 진유현 | 고선영 | 2020년 1월 13일 ~ 2021년 2월 24일  | [ 8 ]                |
| 임시 | 빈칸   | 고선영 | 2021년 2월 25일 ~ 2021년 2월 26일  |                      |
| 6대  | 빈칸   | 이윤정 | 2021년 3월 2일 ~ 2021년 3월 19일   |                      |
| 7대  | 이상철 | 이윤정 | 2021년 3월 22일 ~ 2021년 10월 29일 |                      |
| 8대  | 이상철 | 고선영 | 2021년 11월 1일 ~ 2022년 1월 28일  |                      |
| 9대  | 이상철 | 홍주연 | 2022년 2월 3일 ~ 2022년 3월 18일   |                      |
| 10대 | 진유현 | 홍주연 | 2022년 3월 22일 ~ 2023년 2월 10일  |                      |
| 11대 | 진유현 | 허유원 | 2023년 2월 13일 ~ 2024년 9월 30일  | [ 15 ] [ 16 ] [ 17 ] |
| 임시 | 진유현 | 빈칸   | 2024년 10월 2일 ~ 2024년 10월 18일 |                      |
| 12대 | 진유현 | 김서현 | 2024년 10월 21일 ~ 현재            | [ 19 ]               |

## 리포터
- 이동영 KBS 대구 리포터 (여성)
- 신진경 KBS 대구 리포터 (여성)
- 최수현 KBS 대구 리포터 (여성)
- 표나리 KBS 대구 리포터 (여성)
- 권혁민 KBS 대구 리포터 (남성)

## 타이틀 변천사
| 기수 | 프로그램 타이틀      | 방송 기간                         |
| ---- | -------------------- | --------------------------------- |
| 1기  | 생방송 행복발견 오늘 | 2008년 3월 31일 ~ 2017년 1월 13일 |
| 2기  | 라이브 오늘          | 2017년 1월 16일 ~ 현재            |

## 경쟁 프로그램
- 생방송 시시각각 (대구MBC TV)
- 생방송 굿데이 (TBC TV)